# Sous-région de Vaasa
La sous-région de Vaasa (finnois : Vaasan seutukunta) est une sous-région de l'Ostrobotnie en Finlande. 
Au niveau 1 (LAU 1 ) des unités administratives locales définies par l'union européenne elle porte le numéro 152.

## Municipalités
La sous-région de Vaasa regroupe les municipalités suivantes :
| Blason              | Municipalité              |
| ------------------- | ------------------------- |
| Korsnäsin vaakuna   | Korsnäs (municipalité)    |
| Maalahden vaakuna   | Maalahti (municipalité)   |
| Mustasaaren vaakuna | Mustasaari (municipalité) |
| Vaasan vaakuna      | Vaasa (ville)             |
| Vöyrin vaakuna      | Vöyri (municipalité)      |

## Population
Depuis 1980, l'évolution démographique de la sous-région de Vaasa, au périmètre du 1er janvier 2017, est la suivante:
| Année      | 1980   | 1985   | 1990   | 1995   | 2000   | 2005   | 2010   |
| ---------- | ------ | ------ | ------ | ------ | ------ | ------ | ------ |
| population | 87 704 | 90 316 | 90 193 | 92 129 | 92 903 | 93 757 | 97 536 |

## Politique
Les résultats de l'élection présidentielle finlandaise de 2018: